# Left Book Club
Der Left Book Club (LBC, Buchklub der Linken) war eine Mitte 1936 gegründete britische Buchgemeinschaft, deren Bemühungen um Vermittlung von Kenntnissen, nützlich im Kampf für einen Weltfrieden und gegen Faschismus, sich sinnbildlich in John Stacheys Buchtitel Why You Should Be a Socialist (Weshalb Sie ein Sozialist sein sollten) ausdrückten. Die mit dem unerwartet starken Verkauf von Büchern einhergehende Entstehung von Diskussionsrunden ließ den LBC in kurzer Zeit zur größten britischen, die Bildung einer Volksfront anstrebenden politischen Bewegung werden. Seine pro-sowjetische Orientierung ließ ihn 1939 durch den Hitler-Stalin-Pakt in relative Bedeutungslosigkeit fallen, in der er bis zur Auflösung 1948 verharrte.

## Bücher zu einem Drittel des Normalpreises
Beliefert wurde der Left Book Club vom Verlag Victor Gollancz Ltd., dessen Besitzer „V.G.“ (so genannt von seinen Mitarbeitern) beim Versuch, ein Buch, das die Verflechtung von Handel und Politik thematisierte, auf den Markt zu bringen, feststellen musste, dass bestenfalls ein Prozent des Buchhandels bereit war, mit Sozialismus in Verbindung zu bringendes ins Sortiment zu nehmen. Trotzdem war es anschließend der Buchhandel – teils neu entstandene „linke“ Buchläden –, der bei dem sicheren System mitwirkte: Vom Verkaufspreis ein Drittel als Händler-Provision und preisgünstig als Taschenbuch aufgemachte Werke, für die es durch Abonnementsverträge kalkulierbare Stückzahlen gab. Gollancz galt als Verkaufsgenie, treffsicher in der Auswahl der Titel und bei der Gestaltung der LBC-typischen, orangen, flexiblen Einbände. Ein Buch monatlich zu einer halben Krone musste abgenommen werden – im Normalfall. Der Buchclub – oder genauer Victor Gollancz, der allzeit das Steuer in der Hand behielt – passte sich aber an die Bedürfnisse der Kunden mit einer Fülle von Mitgliedschaftsformen an: Abnahme von sechs oder vier Bänden pro Jahr, oder eine Form, zu der ein Bezug der Wochenzeitung Tribune hinzukam. Weniger gut angenommen wurde eine Mitgliedschaft als „associate“ für Geringverdiener oder Arbeitslose – mehrheitlich waren Bezieher eines festen Gehalts oder Freiberufler im LBC zu finden. Entsprechend dem Club-Anliegen, Informationen mit Bezug zum Zeitgeschehen zu liefern, wurden hauptsächlich Neuerscheinungen gedruckt, teils speziell in Auftrag gegeben und überwiegend von politischer Natur. Was in Betracht kam, entschied das Auswahlkomitee bestehend aus Victor Gollancz, John Strachey und Harold Laski.

## Die Bücher selbst

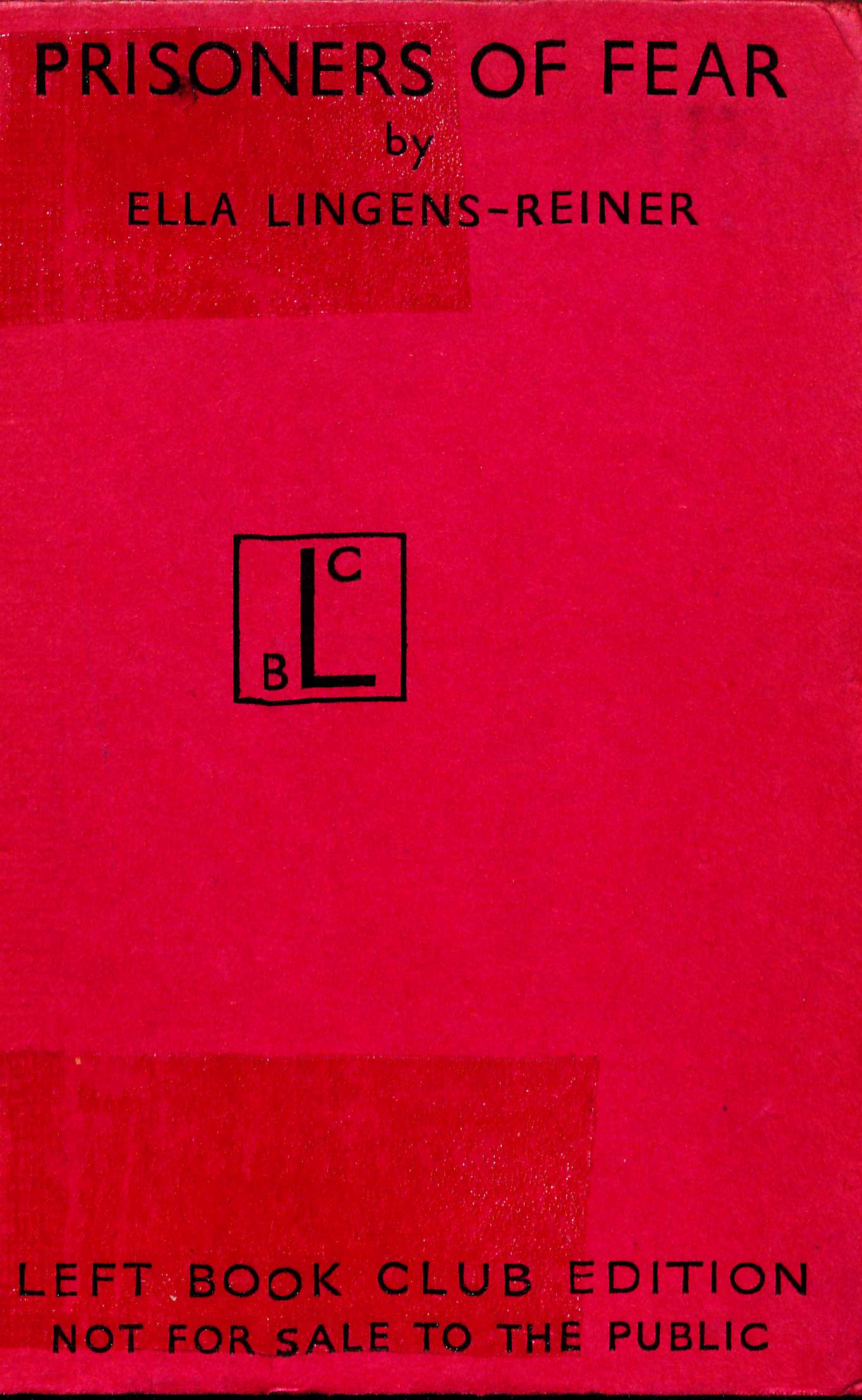
Ella Lingens-Reiner: Gefangene der Angst (1948)

Zirka 250 Titel erschienen im Left Book Club, gestartet wurde im Mai 1936 mit France Today and The People's Front (Frankreich heute und die Volksfront) von Maurice Thorez, dem Chef der Französischen Kommunistischen Partei. Damit nahm aber auch eine Entwicklung ihren Anfang, über die Gollancz rückblickend meinte, dass „der Einfluß der Kommunisten auf die Buchgemeinschaft weit größer war, als er hätte sein dürfen, wenn sich das überhaupt vermeiden ließ“. Das Problem, „nichts über die Sowjetunion zu verschweigen“, ohne die Bewegung Schaden nehmen zu lassen, war nicht zeitig angegangen worden. John Lewis – im LBC Organisator der Diskussionsgruppen – wies hingegen darauf hin, es seien tatsächlich sehr wenige Kommunisten unter den Autoren gewesen, ohne Bücher mit einer offen irreführenden Aussage, wie Dudley Collards Soviet Justice and the Trial of Radek and Others (Sowjetjustiz und der Prozess gegen Radek und weitere), rechtfertigen zu wollen.
Kommunist in der öffentlichen Wahrnehmung, jedoch niemals Parteimitglied, war John Strachey neben Gollancz die intellektuelle Hauptfigur des LBC, der geschickte Erklärer. Unter den sieben von ihm beigesteuerten Büchern galt Coming Struggle for Power (Kommender Machtkampf) als die einflussreichste, von der englischen Linken über Marxismus hervorgebrachte Arbeit. Ebenso bemerkenswert war eine Abhandlung von der Länge eines halben Romans, 30.000 Wörter, 100 Seiten, für die „V.G.“ einen Verkaufspreis von „Twopence“ errechnete, könnte er 100.000 Stück davon absetzen. Die Chancen erschienen ihm gut, bei diesem „kleinen Meisterwerk – kristallklar, nicht die geringsten Kenntnisse von Politik, Wirtschaft und Geschichte zum Verständnis erfordernd“. Der „Twopenny Strachey“ Why You Should Be a Socialist fand innerhalb eines Jahres 250.000 Abnehmer.
Mit dem vom Kommunisten Otto Katz verfassten Buch The Nazi Conspiracy in Spain (Die Nazi-Verschwörung in Spanien), wurde im Januar 1937 eine Reihe „Topical books“ eingeleitet, die vom Inhalt her als so wichtig angesehen wurden, dass man statt des Buchhandels den Post-Vertrieb wählte. Der spanische Bürgerkrieg entwickelte sich zum bestimmenden Thema und der LBC führte in Großbritannien die Unterstützerszene der republikanischen Sache an. Arthur Koestler verhalf dank LBC sein Spanish Testament zum Durchbruch als Schriftsteller, George Orwells Homage to Catalonia (Mein Katalonien) hingegen wurde zurückgewiesen und erschien in einem anderen Verlag. Eine Auftragsarbeit war dessen Road to Wigan Pier (Der Weg nach Wigan Pier), die bereits zu Verstimmungen zwischen Buchgemeinschaft und Communist Party (CP) geführt hatte.
Das Thema „Notstandsgebiete“ hatte auch Ellen Wilkinson mit The Town that was Murdered (Die Stadt, die ermordet wurde) aufgegriffen und am konkreten Beispiel der nordenglischen Stadt Jarrow die dramatischen Auswirkungen von Massenarbeitslosigkeit beschrieben. Was sich in den Tagen der „Machtergreifung“ in Deutschland abspielte, beleuchtete Jan Petersens Our Street (Unsere Straße), Aurel Kolnais im Juli 1939 erschienenes War Against the West (Krieg gegen den Westen) wurde von Gollancz als „das wichtigste Buch, das der Club herausgegeben hat“, bezeichnet und beschrieb den Mischmasch von „Philosophien“ hin zur Blut-und-Boden-Ideologie.
Nach dem Hitler-Stalin-Pakt verfasste Walter Ulbricht einen Artikel, „worin er britischen Imperialismus zu dessen Ungunsten mit Hitlerismus“ verglich, Gollancz und Freunde setzten dem im Februar 1941 ihr The Betrayal of the Left (Der Verrat der Linken) entgegen, der kommunistische Einfluss auf den LBC war zu Ende. Gedruckt wurden nun auch Bücher unorthodox marxistischen Charakters oder zum Beispiel Rosa Luxemburg: Her Life and Work (Rosa Luxemburg. Gedanke und Tat) von Paul Frölich. Gollancz kritisierte im Juli 1946 mit Our Threatened Values (Unsere bedrohten Werte) alle Formen von Diktatur, der letzte verlegte Band war 1948 The Meaning of Marxism (Die Bedeutung des Marxismus) von G. D. H. Cole, mit acht Werken der meistgedruckte Autor im LBC.

## Der LBC und die britische Öffentlichkeit

### Entstehung von Diskussionsgruppen
Der Left Book Club erreichte im April 1939 mit 57.000 Mitgliedern den Höhepunkt an Interesse, eine anfangs nicht vorhersehbare Begleiterscheinung war die Entstehung von bis zu 1.000 Diskussionsgruppen. Als Rückmeldung auf den ersten veröffentlichten Band hatten fünf Abonnenten den Wunsch nach einer Diskussion mit weiteren Interessierten über die im „Buch des Monats“ aufgeworfenen Fragen geäußert. Sie fanden ihre Namen im nächsten Ankündigungsblatt Left Book News und wurden die ersten „convener“ (Einberufer) von Diskussionsgruppen. Diese Treffen waren für jeden offen und es kamen ursprünglich unpolitische Menschen, die aufgerüttelt waren durch die Beseitigung der verfassungsmäßigen Regierung in Spanien oder die fortdauernde Armut in den britischen Notstandsgebieten – vorbei waren die Tage der Teilnahmslosigkeit, als niemand zu derartigen Treffen hinzulocken war. John Lewis wurde im Herbst 1936 Organisator dieser Gruppen, Gollancz stellte hierfür in der Londoner Henrietta Street 17–18 die ganze Etage eines Bürogebäudes zur Verfügung. Fünf Gebietsorganisatoren hatten den beträchtlichen Briefverkehr zu bewältigen. Als 64-seitiger Ratgeber wurde 1939 ein Group Handbook herausgegeben, mit Anregungen für Wochenendseminare, Anleitungen zum Abhalten von Versammlungen und Ratschlägen für Öffentlichkeitsarbeit. Entsprechend der Größe der Bewegung kam es zur Einrichtung von dauerhaften LBC-Räumen und -Zentren. 200 eingetragene Mitglieder standen hinter dem bestausgestatteten „Leeds Centre“ mit Bibliothek, kleiner Bühne, Küche und Versammlungsräumen. Bei alledem: Der LBC fühlte sich nicht verantwortlich für die politischen Schritte zu Herbeiführung einer „Volksfront“, vielmehr wollte er seinen Mitgliedern zu einer Grundlage von Faktenwissen verhelfen (der ansehnliche Teil später bedauerter Propaganda außer Acht gelassen), auf das jene ihre politischen Aktivitäten würden aufbauen können. Wer aktiv werden wollte, bekam den Rat, sich einer Partei anzuschließen, wovon die CP profitierte, noch mehr aber die Labour Party.

### Vortragsveranstaltungen
Kam Victor Gollancz mit einer Diskussionsgruppe zusammen, hielt er grundsätzlich eine wohlvorbereitete, kurze Ansprache, woraus bald Podiumsdiskussionen wurden, eine „Wanderbühne“ politisch Prominenter, der „V.G.“ landesweit zu Auftritten verhalf. Der Verlag sorgte für Bücher und Redner sowie deren Tourneen, während die Gruppen sich um Veranstaltungsräume kümmerten. Volles Haus hatte man im Februar 1937 schon bei der „Albert Hall Rally“, über eine Veranstaltung mit David Lloyd George 1939 schrieb Gollancz, es sei die größte von allen gewesen, „im Empress Stadion, dreiundzwanzigtausend waren in der Halle, fast ebenso viele, oder so sah es aus, draußen auf der Straße“. Ein Presse-Echo auf derartige Veranstaltungen (John Lewis wollte nur von 11.000 Menschen in der Empress Hall wissen) war kaum vernehmbar, zwar keine Zensur, aber eine „Appeasement“-förderliche Selbstbeschränkung. Gollancz hingegen agierte weiter für einen Vertrag der drei Mächte Russland, Frankreich und Großbritannien, mittels dessen sich Hitler würde abschrecken lassen. Einem satirischen Bericht über einen LBC-Vortragsabend in einem kalten, schlecht beleuchteten Saal, hatte George Orwell im selben Jahr in seinem Buch Coming Up for Air ein halbes Kapitel gewidmet:
„Das übliche Volk von fünfzehn oder sechzehn Leuten war aufgekreuzt. An der Vorderseite der Bühne machte ein gelber Anschlagzettel bekannt, dass es ein Vortrag über ‚Die drohende Gefahr des Faschismus‘ war.[…] Unser Grüppchen saß im Licht um die Bühne, mit ungefähr dreißig Reihen leerer Stühle hinter uns.“

### Amateurtheater „Left Book Club Theatre Guild“
War eine Bühne vorhanden, konnte ein Vortragsabend mit einem von der LBC Theatre Guild aufgeführten Einakter an Attraktivität gewinnen. Der Regisseur John Allen hatte eine Vollzeitstelle für die Organisation der gut 250 Zweigstellen dieses im April 1937 gegründeten Amateurtheaters. Die „Guild“ arbeitete eng zusammen mit dem Unity Theatre (UT) – der Name war Programm und stand für die angestrebte Einheit von Labour und CP –, bei dem Gollancz und Laski Mitglieder des „General Council“ waren, dessen „Management Committee“-Präsident André van Gyseghem im Gegenzug zur „Professional Actors' Group“ des LBC gehörte. Die LBCTG brachte Stücke wie Waiting for Lefty von Clifford Odets oder Where's that Bomb von Herbert Hodge zur Aufführung. Ein Vorläufer dieser Gruppen war die Workers' Theatre Movement (WTM, Arbeitertheater-Bewegung 1926–35), die nicht zuletzt an ihrer Verflechtung mit der kommunistischen „Sozialfaschismus“-Agitation scheiterte. Da die Versuche der WTM unwirksam geblieben waren und vereinzelt wie ihre Gruppen, achtete die „Guild“ nach dem Vorbild des LBC auf den andauernden Kontakt zur Arbeiterbewegung. Organisatorische Details wie eine „Satzung“ wurden nun ernst genommen und an jene des UT angelehnt. Umgekehrt half man beim Umbau von St. Pancras zum neuen Heim des UT in der Londoner Goldington Street. Ein Erfolg, nicht nur im zweieinhalbjährigen Bestehen, sondern für das sozialistische Amateurtheater des Landes überhaupt, war der Beitritt zur „British Drama League“, dem größten Verband von Amateurtheatern in Großbritannien. Die britische Theatertradition wurde in ihrer Gesamtheit – trotz der Zurückweisung des zeitgenössischen bürgerlichen Theaters – nicht abgelehnt. Der Kriegsbeginn mit seinen Einberufungen und Evakuierungen brachte dann für Durchschnittsgruppen mit 15 bis 20 Mitgliedern bei einem Entzug von 5 bis 6 Akteuren das schnelle Aus.

### Eigentlich Freunde – LBC und Labour
In den Tagen der Gründung des LBC spürte die „Nationale Regierung“ kaum Opposition von der Labour-Partei, die seit der Wahlniederlage 1931 wie gelähmt schien. Eine politische Erweckungsbewegung, die in schläfrigen Ortsvereinen plötzlich für einen neuen Antrieb sorgte, konnte da nur willkommen sein – C. R. Attlee sandte der „Albert Hall Rally“ Anfang 1937 freundliche Worte. Andauernde Spannungen zwischen „Henrietta Street“ und „Transport House“ (der damaligen Labour-Parteizentrale) erwuchsen aber bald daraus, dass Labour Themen wie „Vereinigte Front“ oder „Volksfront“ mit einem Bann belegt hatte, während sie dem LBC ein Herzensanliegen waren. Die Parteileitung bezog öffentlich in der Presse Stellung gegen den Club, Parteimitgliedern mit LBC-Abonnement wurde der Ausschluss angedroht und ein eigener „Labour Book Service“ zu Wege gebracht. So wie die Drohung ein Schritt zu weit war, erwies sich der „Book Service“ als Flop. Nichts konnte den LBC daran hindern, die Position einzunehmen, die vorher die Fabian Society innehatte, und jenen Impuls zu geben, der sich bald in einem vorherrschend „linken“ Meinungsbild bei den Streitkräften niederschlug und 1945 den Wahlsieg brachte – für Labour.

## Left News− mehr als ein Mitglieder-Magazin
Von Anfang an lag dem „Buch des Monats“ ein Blatt Left Book News bei, mit Hinweisen auf kommende Angebote, woraus im Dezember 1936 die Left News (Linke Nachrichten) wurde. Hierzu schrieb Gollancz einen Leitartikel – nur zur Ausnahme, wie er meinte –, er wurde zur festen Einrichtung, neben den oft von Harold Laski verfassten Buchbesprechungen und John Stracheys Topic of the Month (Thema des Monats). Nicht-Mitglieder konnten das Heft für 3 s im Halbjahr abonnieren. Mit dem Hochschnellen der Anzahl von Diskussionsgruppen wuchs die Left News innerhalb von einem Jahr von 15 auf 30 Seiten, auch gefüllt mit organisatorischen Bekanntmachungen. Viel Raum nahmen wohlwollende Berichte über die Situation in der Sowjetunion ein, selbst eine Zusammenfassung der „Stalin-Verfassung“ wurde gedruckt. Im September 1938 kam das Magazin auf 40 Seiten, an Material hatte man das Doppelte dessen, was veröffentlicht wurde. Gollancz sah es obendrein als Mangel an, auf aktuelle Themen nur allmonatlich reagieren zu können und lotete die Erfolgschancen für ein Wochenblatt aus, das mehr sein sollte, als „nur eine weitere Zeitung“. Es wurde die Tribune mit „V.G.“ im Herausgebergremium.
War der LBC auch „eine der ersten britischen Organisationen, die einen systematischen Angriff auf den Faschismus unternahm“, für den Gollancz „Haß nicht nur auf Ideen, sondern auch auf Personen“ als Kennzeichen ansah, galt doch für ihn: „Aber wenn ich den Faschismus hasse, so hasse ich doch nicht die Faschisten“. Im Artikel Thoughts after Munich (Gedanken nach München, Left News, November 1938) rekapitulierte Gollancz die Absichten des LBC und bemerkte, man sei „im leidenschaftlichen Glauben an gewisse Ideen“, „zuviel von einem Propagandisten und zuwenig von einem Erzieher“ geworden, habe sich „zu sehr (wenn auch nicht ausschließlich) auf zwei oder drei Gesichtspunkte“ konzentriert und dabei „nur sehr wenige Bücher von Liberalen veröffentlicht“. Gollancz zitierte die „Nazidoktrin der Propaganda“, wonach sie „nicht objektiv auch die Wahrheit, soweit sie den anderen günstig ist, zu erforschen, um sie dann der Masse in doktrinärer Aufrichtigkeit vorzusetzen, sondern ununterbrochen der eigenen zu dienen“ habe und stellte dem die Position des Left Book Club entgegen: „Mit solchen Methoden dürfen wir nichts zu tun haben.“ Der Club sollte sich nicht der Idee hingeben, „daß ‚Der Zweck die Mittel heiligt‘“.
Grund zu Kontroversen gab es ab September 1939 genug: Gollancz und Laski befürworteten Großbritanniens Krieg gegen Nazi-Deutschland als einziges Mittel zur Beseitigung Hitlers, Strachey lehnte ihn zunächst ab, schon wegen der Gefahr einer Ausweitung auf die Sowjetunion. Der LBC, dessen ursprüngliches Ziel die Verhinderung von Krieg war, führte nun eine heftige Debatte, und Gollancz konnte das gänzliche Auseinanderfallen nur vermeiden, indem er ankündigte, hoch provokative und kontroverse Artikel über alle Themen zu drucken – außer zur Frage des Krieges. Die Left News begann gegenüber dem Buchvertrieb an Bedeutung zu gewinnen und erhielt mit dem International Socialist Forum ein 12-seitiges Supplement, dessen Chefredakteur der österreichische Sozialist Julius Braunthal war. Hierin lag auch die Bedeutung des LBC in den Kriegsjahren, publizistische Stelle für Exil-Sozialisten vom Kontinent zu sein. Die Left News erschien letztmals im März 1947.

## Ursache und Wirkung
Für Victor Gollancz war mit dem Regierungsantritt der Nationalsozialisten die Kriegsgefahr derart greifbar, dass er umgehend ein Landhaus im Brimpton erwarb (in dem er nach Kriegsbeginn eine stark verkleinerte Ausgabe seines Verlags unterbrachte). Neville Chamberlain redete über „die weit entfernten Länder, von denen wir nichts wissen“, und „V.G.“ sorgte wie kaum ein anderer dafür, dass diese Wissenslücken beseitigt wurden – wenigstens bei den LBC-Mitgliedern. Was blieb, war eine Bereicherung des gängigen englischen Wortschatzes um Begriffe wie „Vollbeschäftigung“, „sozialisierte Gesundheitsfürsorge“, „Stadtplanung“ oder „soziale Gleichberechtigung“.

## Nachweise

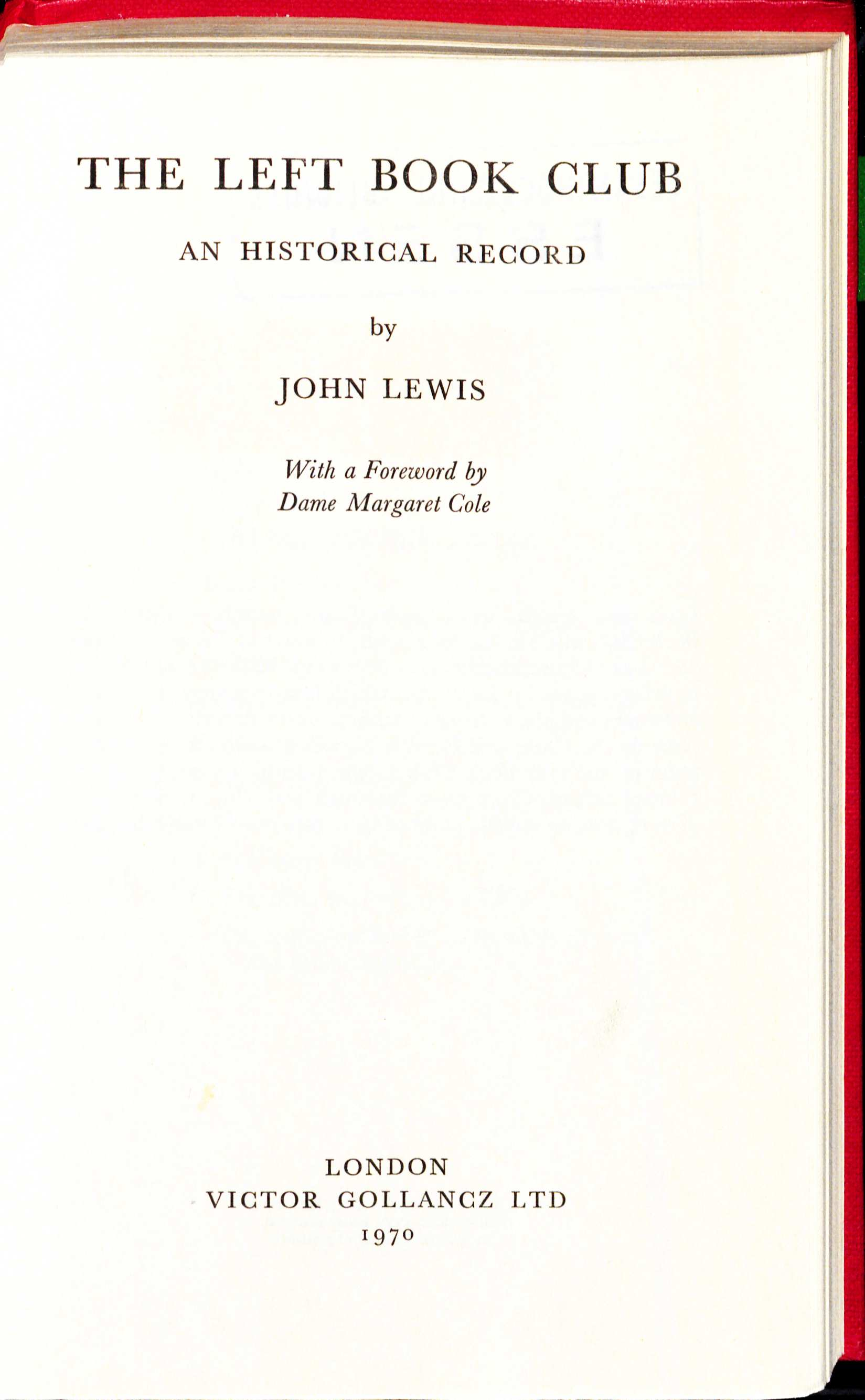
John Lewis: The Left Book Club (1970)

- Victor Gollancz: Mein lieber Timothy. Ein autobiographischer Brief an meinen Enkel (My Dear Timothy und More for Timothy, London 1952 u. 1953), übers. von Lutz Weltmann, Sigbert Mohn Verlag, Gütersloh 1960, S. 976–1005
- Stuart Samuels: Der »Left Book Club«, aus dem Englischen übers. v. Matthias Büttner. In: Walter Laqueur u. George L. Mosse (Hrsg.): Linksintellektuelle zwischen den beiden Weltkriegen, Nymphenburger Verlagshandlung, München 1969, S. 96–126
- John Lewis: The Left Book Club. An historical record. Vorwort Margaret Cole. Victor Gollancz Limited, London 1970, ISBN 0-575-00586-6
- Reiner Lehberger: Das sozialistische Theater in England 1934 bis zum Ausbruch des Zweiten Weltkriegs. Studien zu Geschichte und den Programmtätigkeiten des „Left Theatre“, „Unity Theatre“ und der „Left Book Club Theatre Guild“, Verlag Peter Lang, Frankfurt am Main u. a. 1977, ISBN 3-261-02941-4